# Ел Мак-Інніс
Аллан (Ел) Мак-Інніс (англ. Allan MacInnis; 11 липня 1963, м. Інвернесс, Канада) — канадський хокеїст, захисник. Член Зали слави хокею (2007).
Виступав за «Кітченер Рейнджерс» (ОХЛ), «Калгарі Флеймс», «Колорадо Флеймс» (CHL), «Сент-Луїс Блюз».
В чемпіонатах НХЛ — 1416 матчів (340+934), у турнірах Кубка Стенлі — 177 матчів (39+121).
У складі національної збірної Канади учасник зимових Олімпійських ігор 1998 і 2002 (12 матчів, 2+0), учасник чемпіонату світу 1990 (9 матчів, 1+3), учасник Кубка Канади 1991 (8 матчів, 2+4).
Досягнення
- Володар Кубка Стенлі (1989), фіналіст (1986)
- Чемпіон зимових Олімпійських ігор (2002)
- Володар Кубка Канади (1991)
- Учасник матчу всіх зірок НХЛ (1985, 1988, 1990, 1991, 1992, 1994, 1996, 1997, 1998, 1999, 2000, 2003).

Нагороди
- Трофей Конна Смайта (1989)
- Пам'ятний трофей Джеймса Норріса (1999).